# 長崎県道22号有川奈良尾線
長崎県道22号有川奈良尾線（ながさきけんどう22ごう ありかわならおせん）は、長崎県南松浦郡新上五島町を通る県道（主要地方道）である。

## 概要
南松浦郡新上五島町七目郷から国道384号と分岐し、南松浦郡新上五島町奈良尾郷でふたたび国道384号と合流する。
国道384号の東側を通る。

### 路線データ
- 起点：長崎県南松浦郡新上五島町七目郷（蛤交差点、国道384号交点）
- 終点：長崎県南松浦郡新上五島町奈良尾郷（国道384号交点）
- 総延長：21.4 km

## 歴史
- 1955年（昭和30年）1月14日 - 長崎県告示第19号により、主要地方道有川奈良尾線として路線認定される（当時の整理番号は19）[1]。
- 1993年（平成5年）5月11日 - 建設省から、県道有川奈良尾線が有川奈良尾線として主要地方道に指定される[2]。

## 地理

### 通過する自治体
- 南松浦郡新上五島町

### 交差する道路
| 交差する道路            | 交差する場所 | 交差する場所    |
| ----------------------- | ------------ | --------------- |
| 国道384号               | 七目郷       | 蛤交差点 / 起点 |
| 長崎県道211号岩瀬浦港線 | 岩瀬浦郷     |                 |
| 国道384号               | 奈良尾郷     | 終点            |

### 沿線
- 新上五島町立東浦小学校
- 新上五島町立奈良尾中学校